# 레온티오스
레온티오스(그리스어: Λεόντιος, ? - 705년)는 동로마 제국의 군인으로 유스티니아노스 2세를 몰아내고 695년부터 698년까지 동로마 제국의 황제였다.
레온티오스는 이사우리아 출신으로 동로마 제국의 유능한 군인이었다. 콘스탄티노스 4세에 의해 아나톨리아 테마의 총독으로 임명되었다가 나중에 아르메니아와 카프카스 원정에서 공을 세웠다. 692년 군대에서 면직되어 감옥에 갇혔는데 거기서 만난 수도사가 그에게 장차 제관을 쓸 것이라는 예언을 했다고 한다.
695년 예상치 않게 석방되어 헬라스 테마의 군사령관으로 가게 되었는데 때마침 일어난 유스티니아노스 2세에 반대하는 반란에서 새로운 비잔티움 황제로 추대되었다. 황제가 될 때 그는 청색당의 지지를 받았다. 그는 콘스탄티노스와의 친분 때문에 유스티니아노스 2세를 처형하지 않고 코를 잘라서 모욕을 준 다음 크림반도의 케르손으로 유배를 보냈다.
698년 이슬람은 북아프리카의 카르타고를 정복해 북아프리카의 동로마 제국의 영토를 잃었다. 그는 대규모 함대를 편성하여 원정을 보냈으나 그 함대는 오히려 패전에 대한 추궁을 두려워해 반란을 일으켰다. 함대의 부제독 중 아프시마르가 황제로 추대되었고 이번에는 녹색당의 지지로 새로운 황제가 되었다.
레온티오스는 새로운 황제에 의해 코가 잘리고 억지로 삭발을 당한 다음 수도원에 감금되었다. 아프시마르는 이름을 티베리오스로 바꾸고 새로운 황제가 되었다.
레온티오스는 감금 상태에서 몇 년을 더 살았으나 705년 코가 잘린 황제 유스티니아노스가 다시 콘스탄티노폴리스로 복위하자 끌려나와 처형당했다.

## 같이 보기
- 동로마 황제